# Ormosia decorata
Ormosia decorata är en tvåvingeart som beskrevs av Alexander 1940. Ormosia decorata ingår i släktet Ormosia och familjen småharkrankar. Inga underarter finns listade i Catalogue of Life.